# Ciszkowo
Ciszkowo – wieś w Polsce położona w województwie wielkopolskim, w powiecie czarnkowsko-trzcianeckim, w gminie Czarnków.

## Historia
Wieś historycznie należała do Wielkopolski. Ma metrykę średniowieczną i jest notowana od XIV wieku. Po raz pierwszy wymieniona została w łacińskojęzycznym dokumencie z 1399 pod nazwą Cziszcowo, Ciszcowo.
Miejscowość była wsią szlachecką w dobrach czarnkowskich należącą do lokalnej szlachty wielkopolskiej - w XV-XVI wieku do rodu szlacheckiego Czarnkowskich herbu Nałęcz z Czarnkowa. W pierwszej połowie 1429 leżała w parafii Czarnków, a w drugiej w parafii Lubasz. W 1508 w powiecie poznańskim Korony Królestwa Polskiego.
Tereny, na których leży miejscowość prawdopodobnie zamieszkane były wcześniej. Archeolodzy odkryli w miejscowości ślady dwóch niedatowanych osad oraz cmentarzyska.
Pierwsza wzmianka pochodzi z 1399, kiedy to właściciel Nosal ze Słopanowa podjął nieudaną próbę rozgraniczenia Ciszkowa oraz Góry należącej do Dziersława Górskiego przy pomocy woźnego oraz opola. Opolnicy (mieszkańcy opola) z Góry nie uznali kopców postawionych przez Nosali i poprowadzili własną granicę innym duktem przez lasy. Konflikt o granicę wsi powtórzył się w 1408 kiedy to Janusz syn Ciszka był w sporze z Markuszem, Pietraszem oraz Mikołajem z powodu zniszczenia kopców między Ciszkowem, a Górką.
Od XV wieku miejscowość znalazła się w posiadaniu Czarnkowskich z Czarnkowa. W 1476, 1508, 1510 oraz w 1557 źródła odnotowują młyny stojące na rzece Noteci w Ciszkowie. W 1507 bracia Maciej i Sędziwój Czarnkowscy dzielą wieś na dwie części. W 1508 zapłacili oni wiardunki wojenne od 17 półłanków, młyna o jednym kole oraz karczmy.
Miejscowość odnotowana została także w dokumentach podatkowych. W 1509 miał miejsce pobór od 17 półłanków, młyna oraz od sołtysa. W 1510 pobrano podatki od 16 półłanków. W 1510 Ciszkowo obejmuje 17 półłanków, w tym 4 opuszczone, a także jeden łan sołtysi, 7 ogrodów oraz młyn. W 1563 pobór ze wsi zapłacili: kasztelan śremski Wojciech Czarnkowski od 5 łanów, jednego łana sołtysiego i dwóch karczm, a Wojciech Sędziwój Czarnkowski od 4 łanów i karczmy. W 1577 pobór zapłacił kasztelan rogoziński Wojciech Czarnkowski oraz Maciej Bobolecki prawdopodobnie dzierżawca. W 1580 pobór zapłaciła wdowa po Wojciechu Czarnkowskim Barbara od 5,5 łana, jednego zagrodnika, karczmy z rolą. Maciej Bobolecki natomiast zapłacił od 7 półłanków, 5 zagrodników oraz karczmy z rolą.
W okresie PRLu w latach 1954–1959 wieś należała i była siedzibą władz gromady Ciszkowo, po jej zniesieniu w gromadzie Czarnków. W latach 1975–1998 miejscowość administracyjnie należała do województwa pilskiego.

## Obecnie
Ze starszych budynków zachowała się szkoła z początku XX wieku. W czerwcu 2007 ustawiono przed remizą OSP kamień pamiątkowy w 90. rocznicę uruchomienia tutejszej straży pożarnej. Przy ul. Kasztanowej stoi dwór z 1910 i resztki parku podworskiego (2,1 ha). Cenne są też zabudowania folwarczne – m.in. spichlerz szachulcowy z połowy XVIII wieku i obora z początku XX wieku.

### Prom

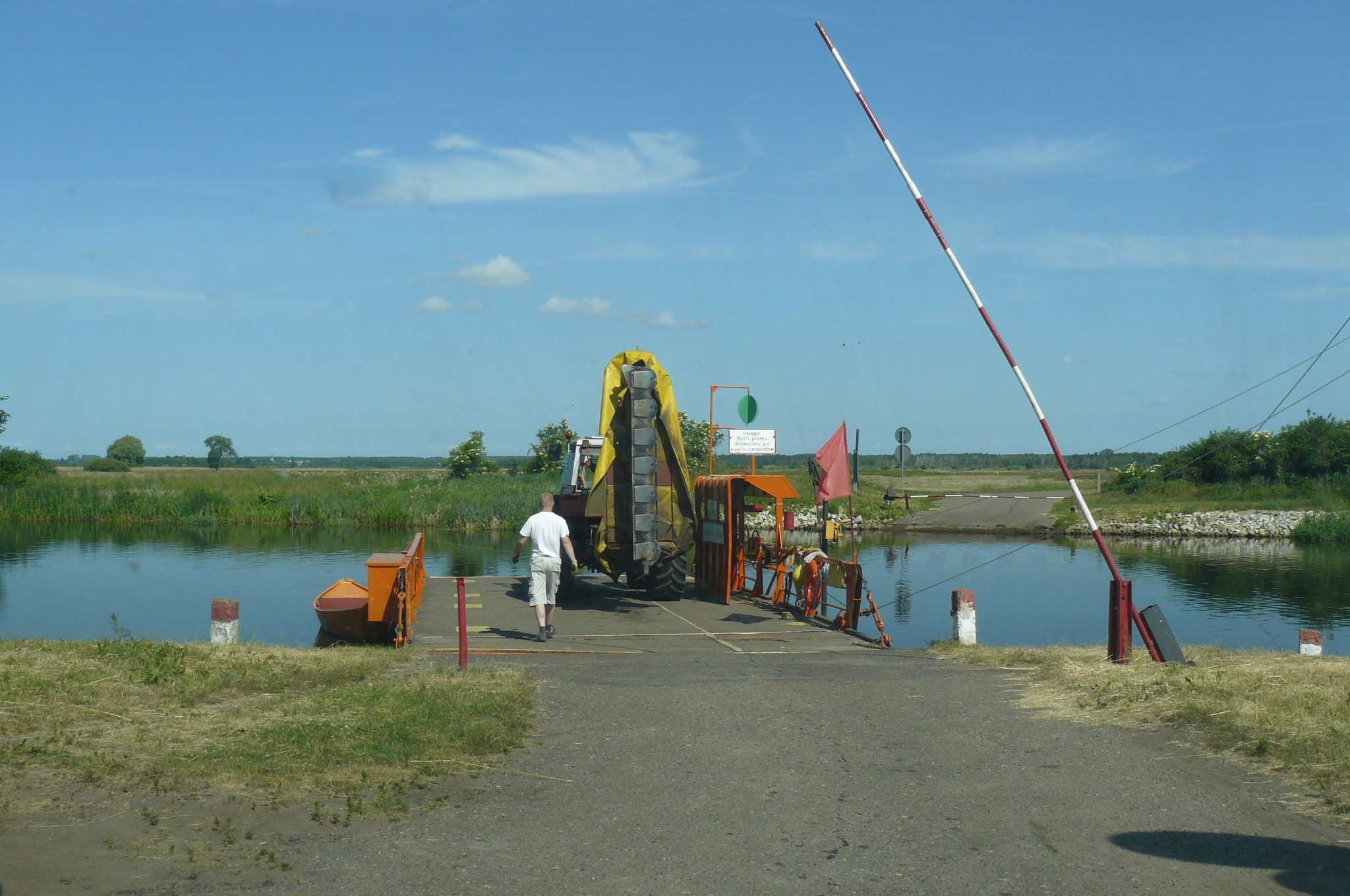
Prom na Noteci

Na Noteci kursuje drogowy całoroczny prom rzeczny, o maksymalnej nośności wynoszącej 7 ton. Operatorem przeprawy jest Wielkopolski Zarząd Dróg Wojewódzkich w Poznaniu, a kursuje ona według określonego harmonogramu. 28 marca 2019 w Ministerstwie Inwestycji i Rozwoju został złożony wniosek o dofinansowanie budowy w tym miejscu mostu w ramach rządowego programu Mosty dla Regionów.
| Dni        | Godziny     | Częstotliwość | Uwagi |
| ---------- | ----------- | ------------- | --- |
| pon. – pt. | 08:00–17:00 | co 15 minut   | w okresie sianokosów (od czerwca do września) przez trzy okresy po 14 dni od pon. do sob. w godz. 08:00–21:00 |